# Diaphus megalops
Diaphus megalops és una espècie de peix de la família dels mictòfids i de l'ordre dels mictofiformes.
Els adults poden assolir 8,5 cm de longitud total. És un peix marí i d'aigües profundes que viu fins als 528 m de fondària a l'Índic i al Pacífic occidental.